# ヒルの式

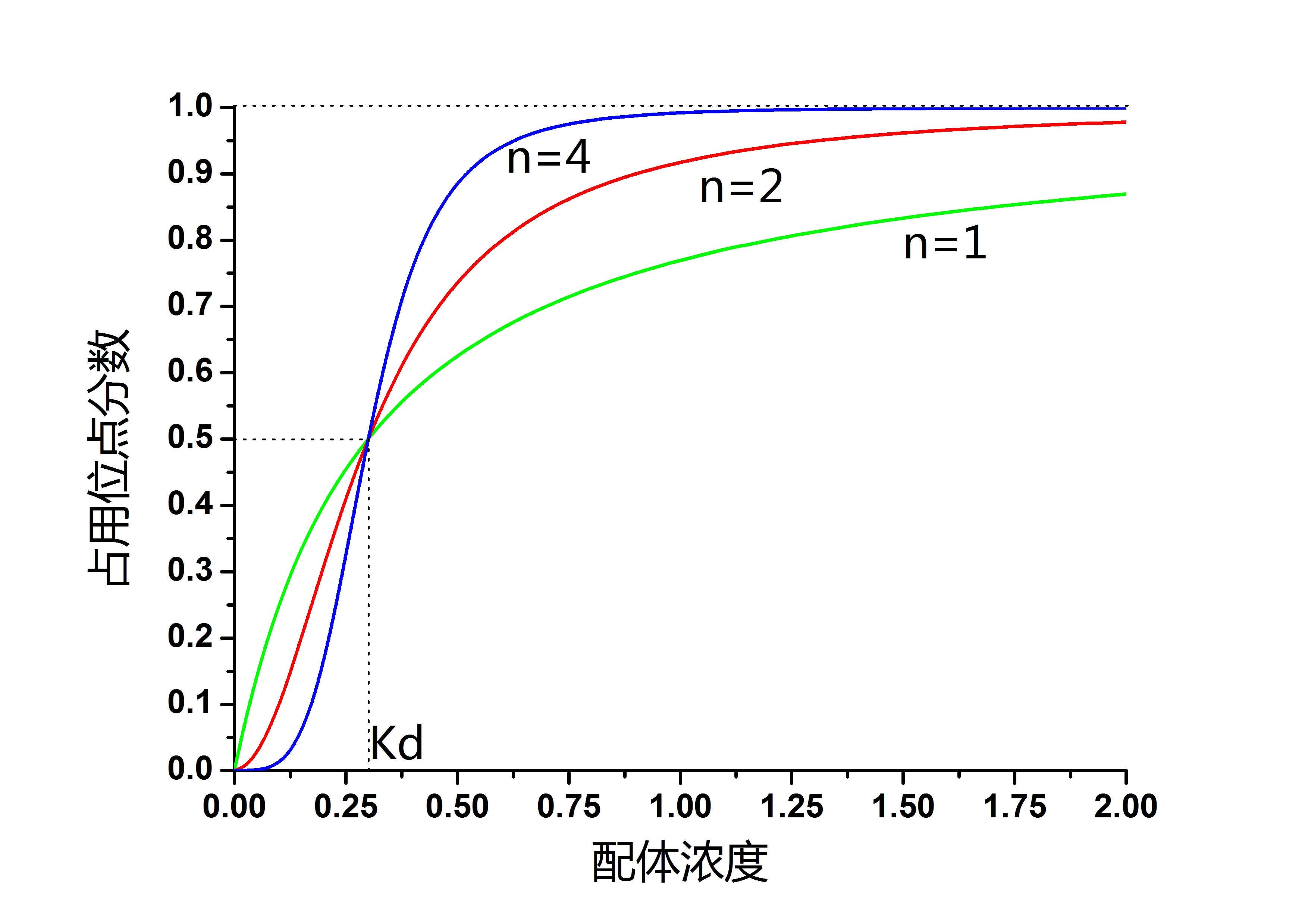
ヒルの式

ヒルの式（ヒルのしき、英: Hill equation）とは、生化学で用いられる方程式。1910年、アーチボルド・ヒルがヘモグロビンへの酸素の結合に関する協同効果を説明する経験式として導入した。

## 概説
ヘモグロビンに代表されるアロステリックタンパク質の一部では、リガンドの結合に関して、すでにそのリガンドが結合していれば、さらなる結合が促進される性質がある（正の協同効果：シグモイド曲線で示される）。
リガンドで飽和したタンパク質の比率をリガンド濃度の関数として表すと、次に示すヒルの式で表現できる。結合タンパク質の飽和曲線のほかに、酵素の反応曲線にも適用できる。n はヒル係数といい、協同性の指標である。
{\displaystyle \theta ={[L]^{n} \over K_{d}+[L]^{n}}={[L]^{n} \over (K_{A})^{n}+[L]^{n}}}
ここで
{\displaystyle \theta }：リガンドによって占有される受容体タンパク質の結合部位の割合
{\displaystyle [L]}：遊離（非結合）リガンド濃度
{\displaystyle K_{d}}：質量作用の法則から導かれる見かけの解離定数（解離の平衡定数）
{\displaystyle K_{A}}：半分飽和した場合のリガンド濃度、つまり微視的な解離定数。近年の文献では{\displaystyle K_{D}}と表わされることがある。
{\displaystyle n}：ヒル係数、協同性を表わす（ヒルの式が用いられる文脈に依存してその他の生化学的性質を表わす）。
ヒル係数が1ならば、リガンドは飽和率に関係なく全く独立に結合する。この場合は形の上では酵素反応のミカエリス・メンテン式と同じである。
ヒル係数が1より大きければ、正の協同性、つまり飽和率が高いほど結合は促進されることを示す。
逆にヒル係数が1より小さければ、負の協同性、つまり飽和に伴い結合は抑制されること（アロステリック抑制）を示す。
ヘモグロビンのヒル係数は2.8から3であるが、この値はボーア効果（pHの影響）や2,3-ジホスホグリセリン酸により変化する。
式を変形した後、両辺の対数をとれば、次の直線関係に書き直せて、線形回帰によりデータ解析が容易になる：
{\displaystyle \log \left({\theta  \over 1-\theta }\right)=n\log {[L]}-n\log {K_{A}}}
log [θ/(1-θ)]とlog[L]を表したグラフをヒルプロットという。

## 理論的解釈
{\displaystyle [L]^{n}}をリガンド濃度と見れば、この式はラングミュアの吸着等温式に当たる（{\displaystyle n=1}ならば全く同じで、ミカエリス・メンテン式も同じ形になる）。理論的には、n 個のリガンドからなるクラスターの結合、あるいは n 次の結合定数に比較して低次の結合定数を無視した極限と見ることができる。直感的には結合部位が n 個あると考えることもできるが、現実にはそうはならず（結合部位4個のヘモグロビンでもヒル係数は完全に4にはならない）、単に協同性の程度を表す指標と考えるべきである。
ヒルの式はまた、変数（リガンド濃度）を対数に変換すればロジスティック関数の形になる。従って、広い濃度範囲で飽和率が大きく変化しない場合にはロジスティック関数によるモデルを用いてもよい。